# Musée d'Edo-Tokyo
Le musée d'Edo-Tokyo (江戸東京博物館, Edo Tōkyō Hakubutsukan) établi en 1993 est consacré à l'histoire de la ville de Tokyo. Les principaux éléments des expositions permanentes sont la réplique grandeur nature du Nihonbashi, pont qui servait traditionnellement de point de départ de toutes les routes du Japon en sortant d'Edo ; le théâtre Nakamuraza ; des modèles réduits de la ville et de bâtiments des ères Edo, Meiji et Shōwa.
Situé dans le quartier de Ryōgoku, le musée est adjacent au Ryōgoku Kokugikan et à la gare de Ryōgoku. Il est conçu par l'architecte Kiyonori Kikutake. La forme élevée distinctive du bâtiment du musée est inspirée d'un ancien entrepôt dans le style kura-zukuri.
Le musée d'architecture en plein air d'Edo-Tokyo est une branche du musée d'Edo-Tokyo.

## Galerie d'images

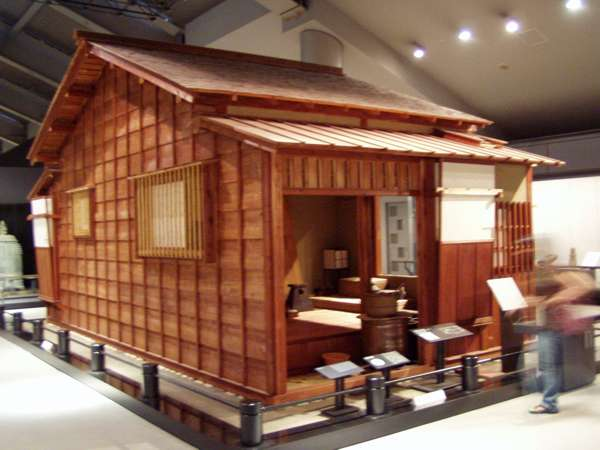
Simple demeure urbaine de l'époque d'Edo.
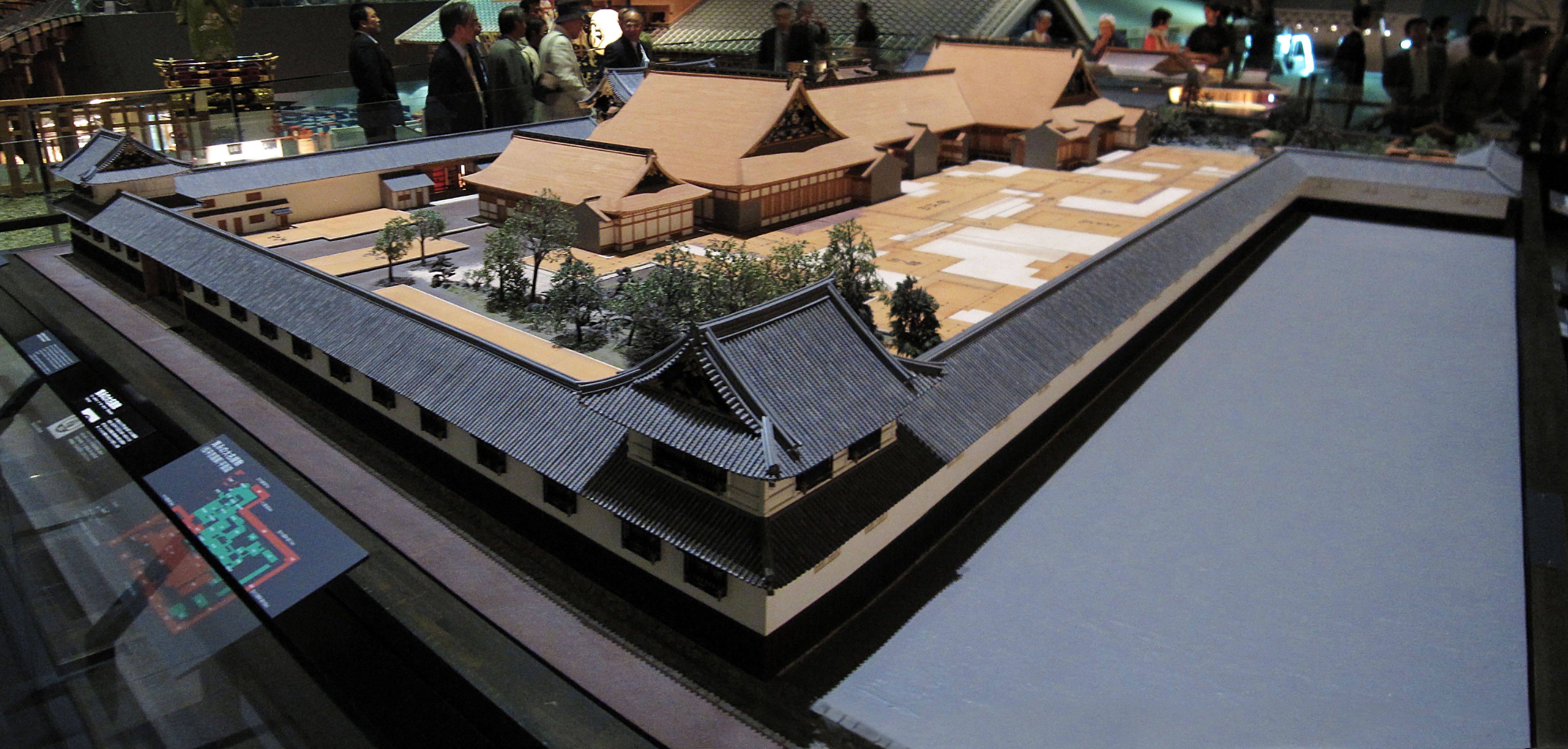
Maquette au 1/30e du Kamiyashiki de Matsudaira Tadamasa.